# Zostera japonica
Zostera japonica är en bandtångsväxtart som beskrevs av Paul Friedrich August Ascherson och Karl Otto Robert Peter Paul Graebner. Zostera japonica ingår i släktet bandtångssläktet, och familjen bandtångsväxter. IUCN kategoriserar arten globalt som livskraftig. Inga underarter finns listade.